# Cratere Bagacum
Bagacum è un cratere sulla superficie di 21 Lutetia.